# Río Argañoso
El río Argañoso es un curso de agua del noroeste de la península ibérica, afluente del río Tuerto. Discurre por la provincia española de León.

## Descripción
Discurre por la provincia de León. Nace cerca de la localidad homónima y fluye en dirección oeste dejando a ambos lados de su curso localidades como Viforcos, Pradorrey, Requejo y Bonillos hasta desembocar en el río Tuerto pasado Brimeda. Aparece descrito en el segundo volumen del Diccionario geográfico-estadístico-histórico de España y sus posesiones de Ultramar de Pascual Madoz de la siguiente manera:

ARGAÑOSO: riach. en la prov. de Leon, part. jud. de Astorga: nace en el pueblo de su nombre á la falta de la cuesta llamada del Perú; baña los pueblos de Biforcos, Beldedo, Prado de Rey, Requejo, Bonillos de Astorga y Brimeda, en cuyo térm. entra en el r. Tuerto: corre solo en invierno y primavera, y en el verano se utilizan las aguas en el riego de la praderia y algun lino; su cantidad de agua ordinaria es suficiente para una rueda de molino: lo atraviesa la carretera de Galicia en Prado de Rey por un puente ó alcantarilla de piedra, y para el servicio de los pueblos tiene varios puentes de madera de construccion ligera: el valle que corre es fértil especialmente en arbolado, y en él quedan vestigios de una herreria, de cuyo mineral abunda y se advierten esplotaciones de minas y conductos por donde se elevaban antiguamente las aguas para dichas minas, y segun tradicion tambien servian para surtir á la c. de Astorga en los tiempos de su esplendor: sobre dicho riach. hay varios molinos para servicio de los pueblos que baña; es escaso de pesca.
(Madoz, 1846, p. 544)

Las aguas del río, perteneciente a la cuenca hidrográfica del Duero, terminan vertidas en el océano Atlántico.